# Roger Norman
Roger Norman   (Västerås, 2 d'agost de 1928 - 29 de novembre de 1995) fou un atleta suec, especialista en el triple salt, que va competir durant la dècada de 1950.
El 1952 va prendre part en els Jocs Olímpics d'Estiu de Hèlsinki, on fou vuitè en la prova del triple salt del programa d'atletisme.
En el seu palmarès destaca una medalla de plata en la prova del triple salt del Campionat d'Europa d'atletisme de 1954, rere Leonid Sxerbakov, i set campionats nacionals suecs de triple salt entre 1952 i 1958.

## Millors marques
- Triple salt. 15,41 metres (1958)[1][4]